# Fabián Muñoz
Fabián Miguel Muñoz (Rufino, 3 novembre 1991) è un ex calciatore argentino, di ruolo attaccante.

## Caratteristiche tecniche
È un'ala destra.

## Carriera
Cresciuto nelle giovanili del Newell's Old Boys, debutta in prima squadra il 25 ottobre 2011 nel match contro l'All Boys, pareggiato per 1-1 proprio grazie ad una sua rete a fine primo tempo.
Nel mercato di gennaio 2015 viene ceduto a titolo definitivo all'Arsenal Sarandí.

## Palmarès

### Club

#### Competizioni nazionali
Campionato argentino: 1 
Newell's: 2013 (C)